# Oskar Bottoli

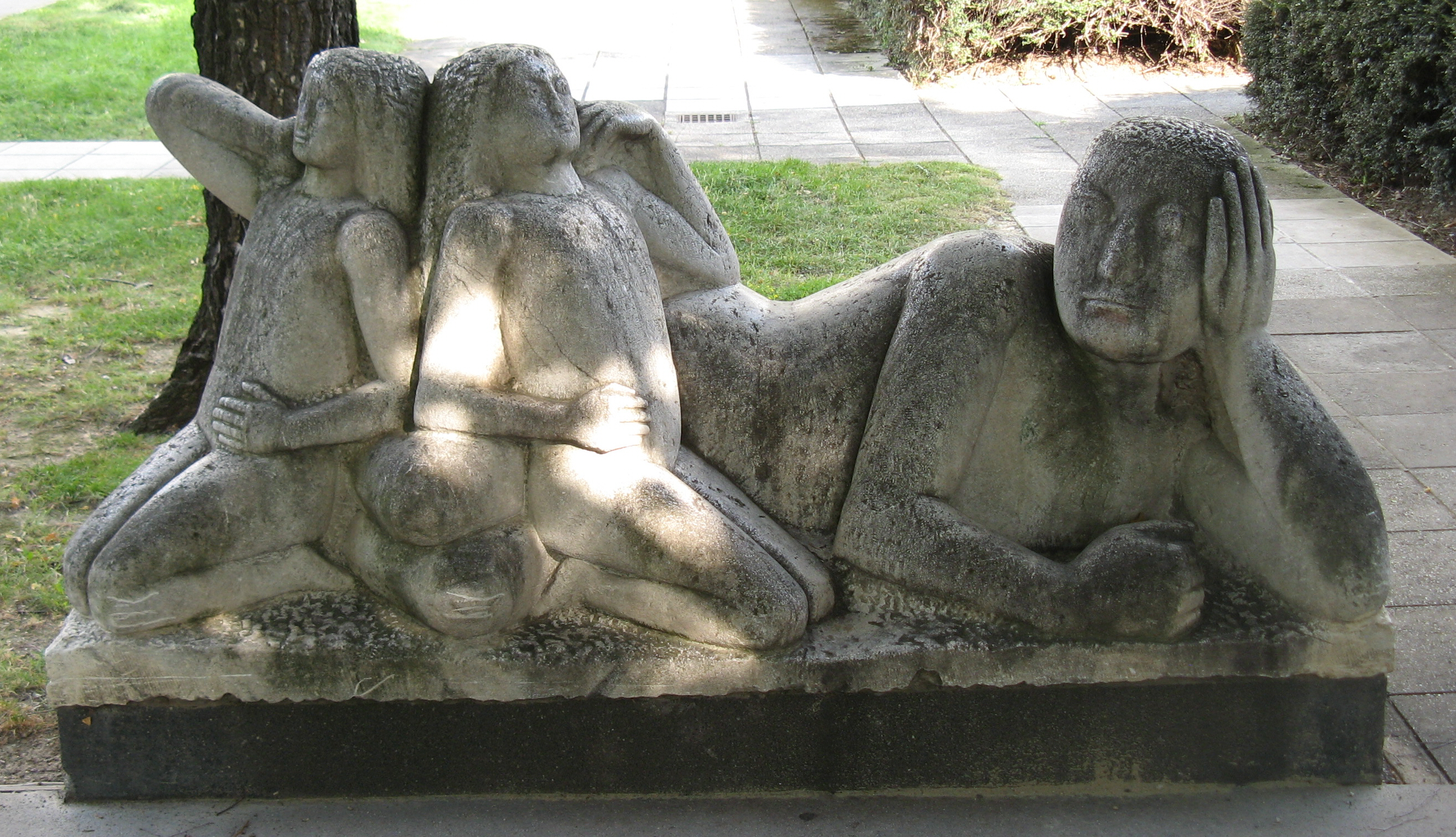
Figuren am Strand (1964) von Oskar Bottoli

Oskar Bottoli (* 16. November 1921 in Wien; † 19. September 1995 ebenda) war ein österreichischer Bildhauer.
Bottoli studierte von 1945 bis 1953 bei Fritz Wotruba an der Akademie der bildenden Künste Wien, dann war er als freischaffender Künstler tätig. Er wurde am Ottakringer Friedhof bestattet.
Im Wiener 21. Bezirk wurde die Bottoligasse nach dem Künstler benannt.

## Ausstellungen

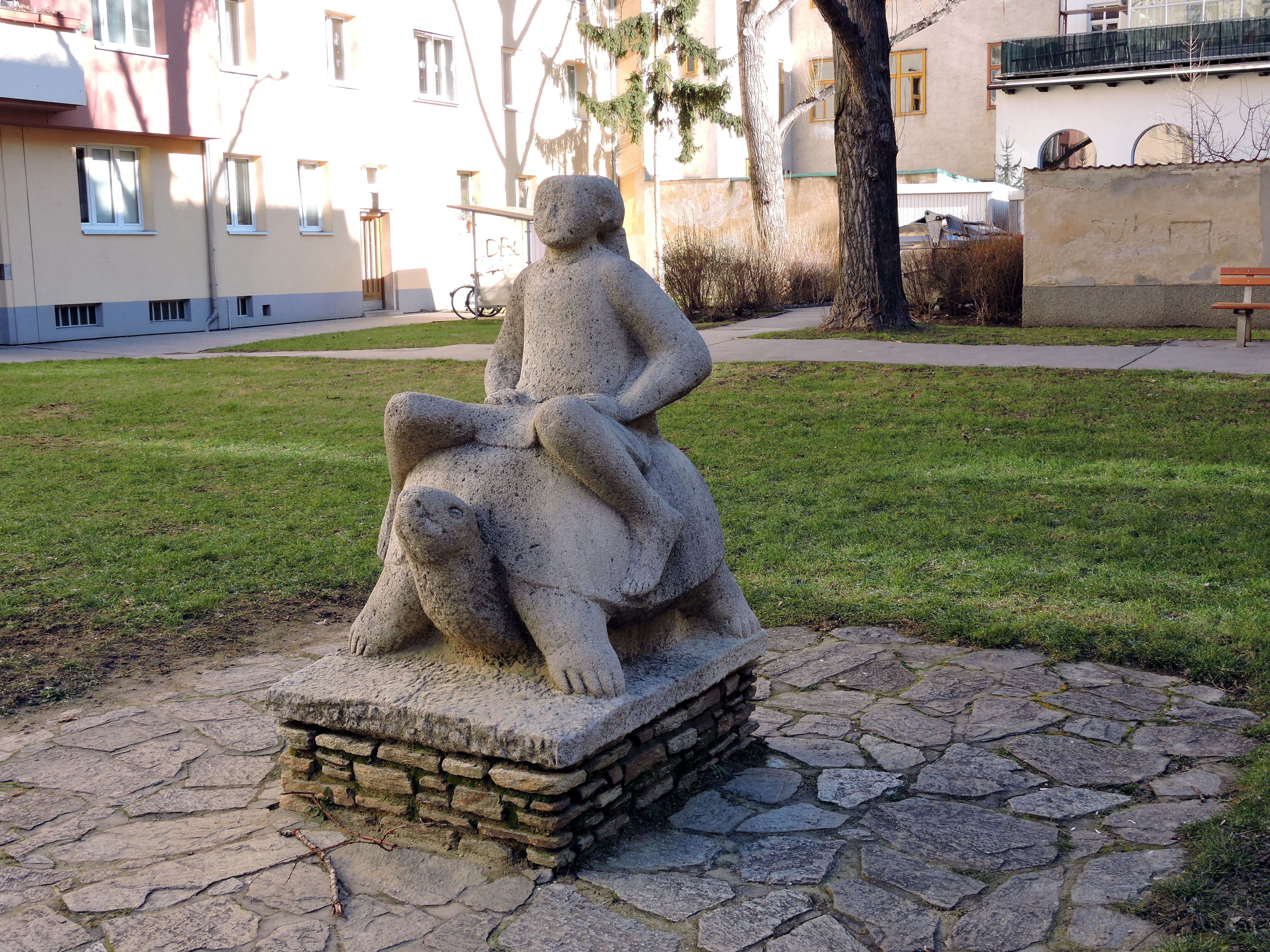
Mädchen auf Schildkröte

- 1957 Linz, Neue Galerie Wolfgang Gurlitt-Museum
- 1962 Wien, Secession
- 1971 Wien, Kleine Galerie (mit Anton Elsinger)
- 1972 Wien, Galerie in der Blutgasse
- 1976 Wien, Museum für Angewandte Kunst
- 1978 Wien, Galerie Contact
- 1981 Wien, Anthropos. Die menschliche Figur in der zeitgenössischen Plastik, Wiener Festwochen (Gruppenausstellung)
- 1981 Wien, Galerie Hilger. Salzburg, Galerie Brodil
- 1982 Basel, art 13 (Galerie Hilger). Stuttgart, Kunsthalle Schaller
- 1983 Wien, Galerie Yppen. Vöcklabruck, Kellergalerie Nagl. Basel. art 14 (Galerie Hilger). Wien, Galerie Hilger
- 1983 Salzburg, Oskar Bottoli. Skulpturen 1945–1983, Museum der Moderne Rupertinum
- 1986 Wien, BAWAG Foundation
- 1992 Figur als Aufgabe, Schloßgalerie Steyr (Gruppenausstellung)
- 1993 Menschenbilder, Öffentlicher Raum Wien, Wiener Kunstverein FIGUR (Gruppenausstellung)
- 1996 Salzburg, Museum der Moderne Rupertinum
- 1998 Salzburg, Galerie Altnöder (mit Robert Hammerstiel). Schöpferische Dichte, Künzelsau, Museum Würth (Gruppenausstellung)
- 2002 Wien, 30 Jahre Galerie Chobot, 3. Teil, Skulptur, Galerie Chobot (Gruppenausstellung). Wien, Überblick Galerie Wolfgang Exner
- 2005 Skizze/Werk. Bildhauerei in Österreich nach 1945, Kunstverein Horn (Gruppenausstellung)
- 2012 Oskar Bottoli 1921 – 1995. Skulpturen und Zeichnungen, Galerie Chobot
- 2012 Nacktheit dein Name sei Akt – Unschuld – Schönheit, Festsaal Böheimkirchen (Gruppenausstellung)

## Werke im öffentlichen Raum
- Fischhandel und Stoffhandel. Relief, 1. Bezirk, Fischerstiege 4–8, 1953
- Mädchen auf Schildkröte. Naturstein, 21. Bezirk, städtische Wohnhausanlage O’Brien-Gasse-Voltagasse-Bunsengasse, 1954
- Sitzendes Paar. 17. Bezirk, städtische Wohnhausanlage Ernest-Bevin-Hof, Andergasse 12–22, 1958
- Familie. 3. Bezirk, städtische Wohnhausanlage Hofmannsthalgasse-Leberstraße, 1958
- Sitzende Frau. 23. Bezirk, Mauer, Maurer Hauptplatz 11, 1959
- Figuren am Strand. 10. Bezirk, städtische Wohnhausanlage Eisenstadtplatz, 1964
- Hirtenknabe. 11. Bezirk, Enkplatz 4, Hauptschule der Stadt Wien, 1965
- 13 Hauszeichen. Bronzereliefs, Motive: Salzburg, Tirol, Vorarlberg; 22. Bezirk, Bernouillistraße 4–6, nach dem Schweizer Architekten und Städteplaner Hans Bernoulli (* 1876 Basel; † 1959 Basel), Bundesländerhof, 1966
- Mörtelfrau. 16. Bezirk, städtische Wohnhausanlage Roterdstraße-Winterburgergasse-Baumeistergasse, 1968
- Triptychon Menschen. Carrara-Marmor, 22. Bezirk, Wagramer Straße. Vienna International Centre, Aufstellung 1978
- Männlicher Torso. 17. Bezirk, Elterleinplatz 9–13, Bezirkszentrum, um 1985/1986

## Preise
- 1961: Premier des 2 Salon Bosio, Monte Carlo
- 1966: Theodor-Körner-Preis
- 1971: Preis der Stadt Wien für Bildende Kunst
- 1983: BAWAG-Preis für Ausstellung in der Orangerie Palais Auersperg

## Werke
- Weiblicher Torso, 1964
- Dicke Margot (nach F. Villon), 1965
- Relieffolge zu Don Quichote und Sancho Pansa